# Saint-Bertrand-de-Comminges
Saint-Bertrand-de-Comminges – miejscowość i gmina we Francji, w regionie Oksytania, w departamencie Górna Garonna.
Według danych na rok 1990 gminę zamieszkiwało 217 osób, a gęstość zaludnienia wynosiła 19 osób/km² (wśród 3020 gmin regionu Midi-Pireneje Saint-Bertrand-de-Comminges plasuje się na 846. miejscu pod względem liczby ludności, natomiast pod względem powierzchni na miejscu 985.).
Od 72 roku p.n.e. istniała tutaj rzymska kolonia, miasto Lugdunum Convenarum. W swoim najlepszym okresie miało 30.000 mieszkańców. Zostało jednak doszczętnie zniszczone najpierw przez Wandalów (408), potem przez Burgundów pod wodzą Gunthera (585). Dla Ezry Pounda w jego Pieśniach jest to symbol niszczenia cywilizacji przez barbarzyńców.